# Matthias Lasch
Matthias Lasch (* 7. September 2004 in Gmunden) ist ein österreichischer Leichtathlet, der sich auf den Zehnkampf spezialisiert hat und auch im Speerwurf antritt.

## Sportliche Laufbahn
Erste internationale Erfahrungen sammelte Matthias Lasch im Jahr 2021, als er bei den U18-Balkan-Meisterschaften in Kraljevo mit einer Weite von 67,60 m die Bronzemedaille im Speerwurf gewann. Im Jahr darauf belegte er bei den U20-Weltmeisterschaften in Cali mit 7516 Punkten den siebten Platz im Zehnkampf und 2023 wurde er bei der 3. Liga der Team-Europameisterschaft im Rahmen der Europaspiele in Chorzów mit 65,24 m Zweiter im Speerwurf. Im August gewann er bei den U20-Europameisterschaften in Jerusalem mit neuem U20-Landesrekord von 8052 Punkten die Silbermedaille im Zehnkampf.
2023 wurde Lasch österreichischer Staatsmeister im Speerwurf.

## Persönliche Bestleistungen
- Speerwurf: 67,66 m, 2. August 2022 in Cali
- Zehnkampf (U20): 8052 Punkte, 10. August 2023 in Jerusalem